# U
U bzw. u (gesprochen: [ʔuː]) ist der 21. Buchstabe des modernen lateinischen Alphabets und ein Vokal (auch wenn er unter bestimmten Bedingungen konsonantisch ausgesprochen werden kann).
Je nach ausgewertetem Textkorpus kommt U, u in deutschen Texten auf folgende Anteile: 3,65 % in einem linguistischen Skript mit 179922 Buchstaben Länge. Er ist in diesem Korpus der elfthäufigste Buchstabe. In einer Auswertung von 90 Briefen eines Verfassers mit 99586 Buchstaben Gesamtlänge ergab sich als zehnhäufigster ein Anteil von 3,70 % und in Pressetexten von insgesamt 681972 Buchstaben ein Anteil von 4,17 % (ebenfalls zehnthäufigster).

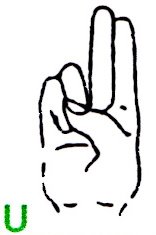
Buchstabe U im Fingeralphabet

Das Fingeralphabet für Gehörlose bzw. Schwerhörige stellt den Buchstaben U dar, indem die geschlossene Hand vom Körper weg zeigt und Zeige- und Mittelfinger parallel nach oben weisen. Der Daumen ruht auf der Handfläche.

## Herkunft
| Waw-Zeichen (protosinaitisch) | Phönizisches Waw | Griechisches Ypsilon | Etruskisches V | Lateinisches V | Lateinisches U |
| Waw-Zeichen (protosinaitisch) | Phönizisches Waw | Griechisches Ypsilon | Etruskisches V | Lateinisches V | Lateinisches U |

Das U teilt sich einen Großteil seiner Geschichte mit dem V und dem W, daneben sind das Y und auch das F mit ihm verwandt.
Über Lautwert und Bedeutung des Buchstabens in der protosinaitischen Schrift ist nichts bekannt, das entsprechende Symbol stellt einen Haken oder eine Keule mit runder Spitze dar. Im phönizischen Alphabet verlor der Buchstabe seine Spitze und sah aus wie ein abgerundetes Y. Der Buchstabe erhielt den Namen Waw und wurde verwendet, um den Lautwert [w] darzustellen.
In das griechische Alphabet wurde der Buchstabe als Ypsilon aufgenommen. Im Frühgriechischen war der Lautwert des Ypsilon der dem [w] entsprechende Vokal [u].
Die Etrusker übernahmen das frühgriechische Ypsilon und dessen Lautwert. Mit der Zeit verschwand bei den Etruskern die untere Spitze, der Buchstabe bekam die Form V. Ebenso änderte sich die Bedeutung des Buchstabens: Das Etruskische enthielt auch den dem [u] entsprechenden Halbvokal [w] (im Grunde nichts anderes als ein unsilbisches [u]).
Die Römer übernahmen den Buchstaben ursprünglich mit beiden Lautwerten. Zunächst wurde der Buchstabe in der von den Etruskern übernommenen spitzen Form geschrieben. Zur Amtszeit des späteren Kaisers Claudius als Zensor ab dem Jahr 47/48 begann eine Unterscheidung zwischen U und V, wobei letzterem von ihm das Zeichen Ⅎ gegeben wurde. Die Reform konnte sich allerdings nicht durchsetzen. U und V waren allerdings austauschbar. Bis zum 18. Jahrhundert setzte es sich dann durch, die runde Variante des Buchstabens ausschließlich für den Lautwert [u] zu verwenden.

## Schreibweise

Kurrentschrift u/U

Kurrentschrift n/N

Die auch heute noch in Deutschland anzutreffende Schreibweise des kleinen u mit einem Überstrich oder Haken über dem Buchstaben entstammt der alten deutschen Kurrentschrift. Zur Unterscheidung zum ansonsten identischen Kleinbuchstaben n wurde das u mit einem Strich versehen. Als sich Mitte des 19. Jahrhunderts auch in Deutschland die lateinische Schreibschrift mit ihrem andersartig geformten Kleinbuchstaben n immer mehr durchsetzte, behielten viele Schreiber dennoch die Eigenart des u mit Strich auch in der lateinischen Schrift bei.

## Wortbildung
U kann allein im komplexen Wort als Determinans (Bestimmungswort) auftreten: So bildet es einerseits durch Kürzung der Vollform des Determinans ein Kurzwort (speziell: partielles Kurzwort) (Beispiel: U-Musik für Unterhaltungsmusik); aufgrund seiner Schriftform kann es aber auch Determinans eines formikonischen Wortes sein (Beispiel: U-Tal (= U-förmiges Tal)).

## Zitat
„um u hervorzubringen, wird die Zunge nach hinten gezogen und in ihrem hinteren Teile zum weichen Gaumen gehoben, während sich die Lippen vorschieben und zu einer kleinen kreisrunden Öffnung zusammenziehen, sodass im Vordermunde ein ziemlich großer Resonanzraum entsteht, der die dumpfe Klangfarbe dieses Vokales bedingt. Diese Lippenrundung wird auch schon früh als Hauptmerkmal dieses Vokals erkannt: Das u ist ein laut gemacht mit spitzen Lippen und zusammen gezogen Mund V. ICKELSAMER Avjb.“

Siehe auch:
- Buchstabe
- Buchstabenhäufigkeit